# Метуа, Марсель
Марсе́ль Кпамин Куегбе Метуа́  (фр. Marcel Kpamin Kouegbe Metoua; 15 ноября 1988, Аттекубе, Кот-д’Ивуар) — ивуарийский футболист, правый защитник , иногда выступает на позиции центрального защитника.

## Карьера
Метуа начинал свою карьеру в ивуарийском клубе «Урагайо» в 2006 году. В январе 2008 года он уехал в Сербию, где выступал за скромный футбольный клуб «Фрушка-Гора». Спустя 6 месяцев Марсель перешёл в клуб «Банат», играющий в Суперлиге Сербии, в следующем сезоне команда опустилась в Первую лигу — второй по уровню футбольный дивизион страны. Летом 2011 года Марсель Метуа перешёл в тираспольский «Шериф», в мае 2012 года стал чемпионом Молдавии. В сезоне 2013/14 вместе с командой пробился в групповой этап Лиги Европы. По итогам сезона 2013/14 стал в третий раз чемпионом Молдавии. 10 августа 2014 года вышел с капитанской повязкой на матч чемпионата Молдавии против «Дачии». В домашнем матче Лиги Европы 2014/15 против «Риеки» Марсель блокировал подачу с фланга соперника, после чего неудачно приземлившись получил серьёзную травму, у футболиста был диагностирован перелом малоберцовой кости. Через несколько дней Марсель был успешно прооперирован в одной из больниц Кишинёва. 24 мая 2015 года выиграл с командой Кубок Молдавии 2014/15. 25 июля стал обладателем Суперкубка Молдавии 2015, матч против «Милсами» закончился со счётом 3:1.

## Достижения
«Шериф»
- Чемпион Молдавии (4): 2011/12, 2012/13, 2013/14, 2015/16
- Бронзовый призёр чемпионата Молдавии: 2014/15
- Обладатель Кубка Молдавии: 2014/15
- Обладатель Суперкубка Молдавии (2): 2013, 2015